# Nicolaes Lauwers
Pour les articles homonymes, voir Lauwers.
Nicolaes Lauwers (Anvers, 1600-1652) est un graveur flamand.
Il est le père du graveur Conrad Lauwers.

## Biographie
Nicolaes Lauwers est né à Anvers en 1600, fils de Jacques et Marguerite Huysraet.
Il devient membre de la guilde de Saint-Luc de sa ville natale en 1619 et ouvre peu après un atelier de gravure appelé In de scryvende Hand sur le rempart des Lombards (Lombardenvest).
Lauwers se marie le 8 février 1628 avec Maria Vermeulen.
Il devient diacre de la guilde en 1635. Il y a comme élèves son fils Conrad, Nicolas Pitau et Hendrick Snyers (en).
Nicolaes Lauwers meurt en octobre 1650 et est enterré le 4 novembre.

## Œuvre

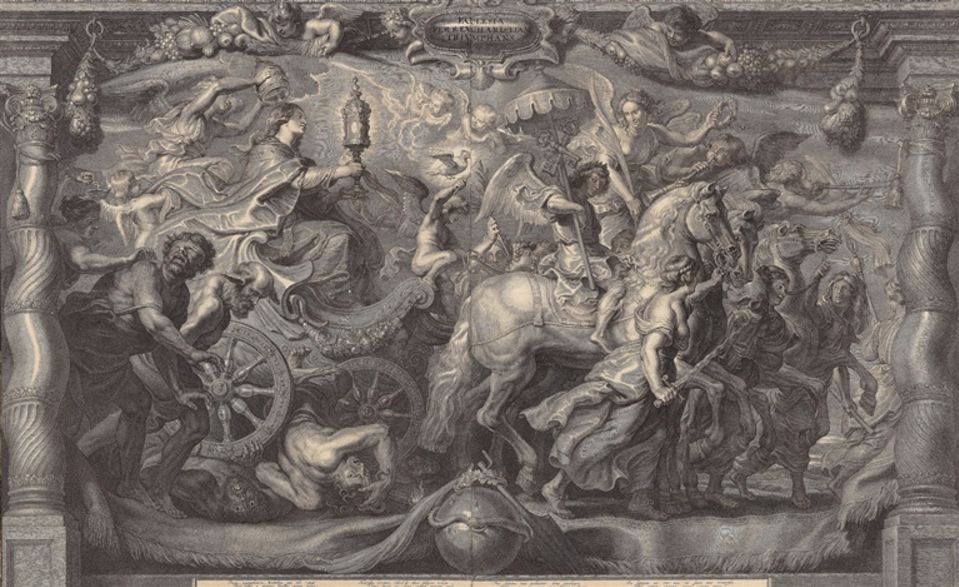
La procession triomphale d'Ecclésia, ca. 1647-1652

Il est connu pour ses gravures d'après Pierre Paul Rubens et Gerard Seghers, entre autres,. Il représente principalement des sujets religieux et des scènes de genre en rapport avec la paysannerie.
Gravures réputées :
- Jupiter et Mercure avec Philémon et Baucis, d'après Jacob Jordaens
- Le Triomphe du Saint Sacrement, d'après Rubens
- L'Adoration des roi mages, d'après Rubens
- Jésus Christ devant Pilate, d'après Rubens
- La Descente de Croix, d'après Rubens
- Le Concert de Sainte Cécile, d'après Gerard Seghers

Il fait partie des graveurs engagés par Antoine van Dyck pour graver ses dessins pour son album Icones Principum Virorum.